# 伍思薇
伍思薇（英語：Alice Wu，1970年4月21日—），美国台裔导演及编剧。

## 生平
伍思薇出生并成长於美国加利福尼亚州圣何塞，父母皆為台灣移民。她16岁从洛思阿图斯高中毕业，並於該年移居至洛思阿图斯。她於1990年从斯坦福大学获得计算机科学的学士学位，又於1992年从斯坦福获得计算机硕士学位。在成为电影制作人之前伍思薇曾是一名软件工程师，在西雅图为微软工作，随后她离开了企业界并全职投身于电影制作事业。她在麻省理工大学学习性别研究课程时认识到自己是同性恋，并用中文母语向自己的母亲出柜。

## 電影作品
- 2004年，編導《面子》（Saving Face）
- 2020年，編導《青春未知數》（The Half of It）